# Universidad de Orihuela
La Universidad de Orihuela se encontraba emplazada en el convento de Santo Domingo, en Orihuela, España. Fue la segunda universidad más antigua del Reino de Valencia, fundada cuarenta años después de la Universidad de Valencia. Su nombre real fue Pontificia y Real Universidad de Orihuela. Estaba regida por la Orden de los Predicadores (Dominicos), que tenían en ella su convento. En la actualidad el edificio está ocupado por el Colegio Diocesano de Santo Domingo.

## Fundación
Su origen se encuentra en la fundación del Cardenal Loazes, quien creó el llamado Colegio del Patriarca de conformidad con su rango de Patriarca de Antioquía, en el año 1547. El mismo ofreció la dirección de su colegio a la Orden de Predicadores, cuando todavía era obispo de Lérida. Dicha Orden aceptó esta fundación en el Capítulo general de la orden de Roma en 1543.
La Universidad se construiría cercana a su convento en la ciudad creado por bula del Papa Julio II (1510) y privilegio del rey Fernando el Católico, el convento de la Virgen del Socorro, que se levantaba en el lugar que actualmente ocupa la iglesia.

## Historia

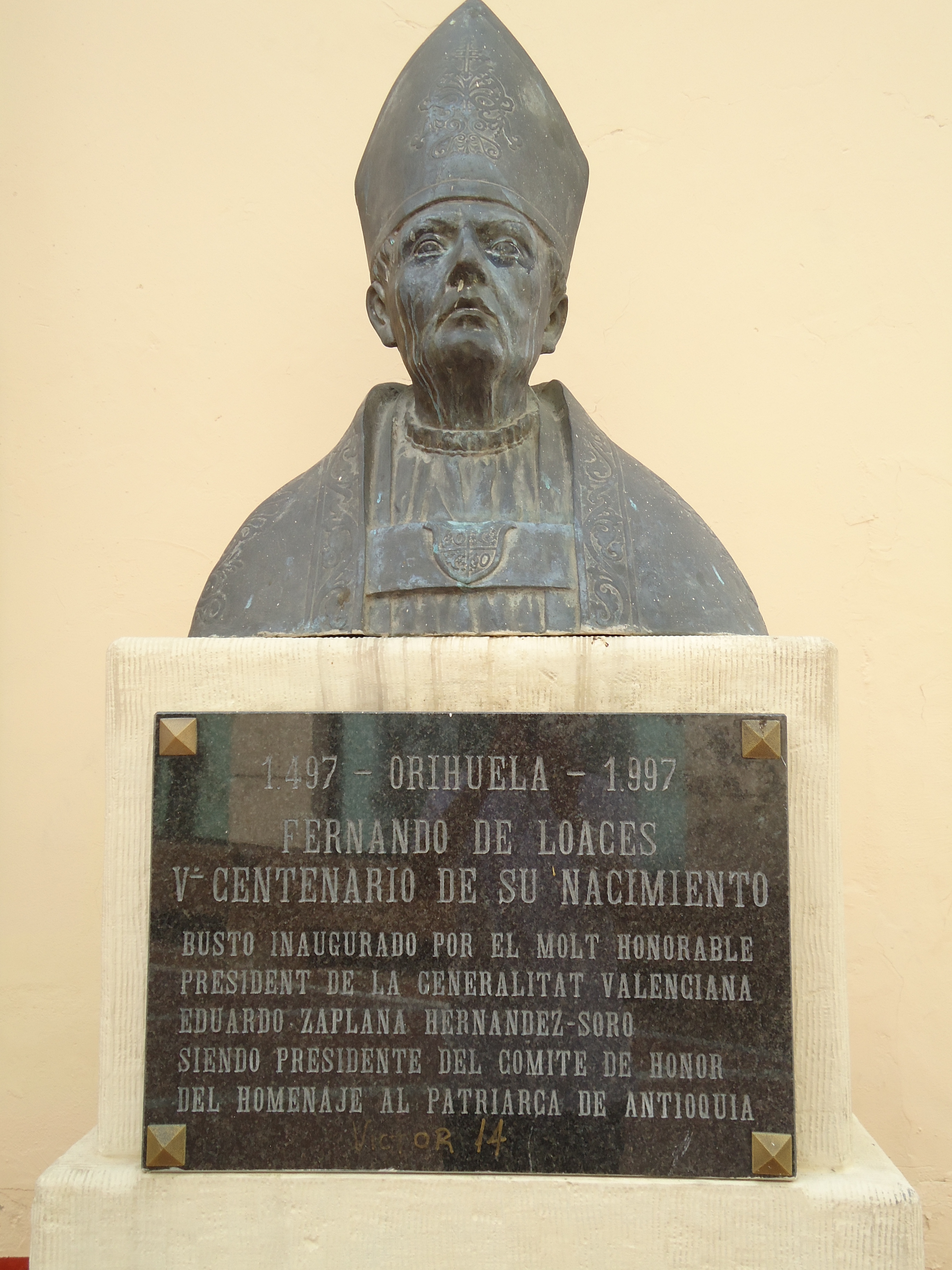
Cardenal Loazes, fundador de la universidad.

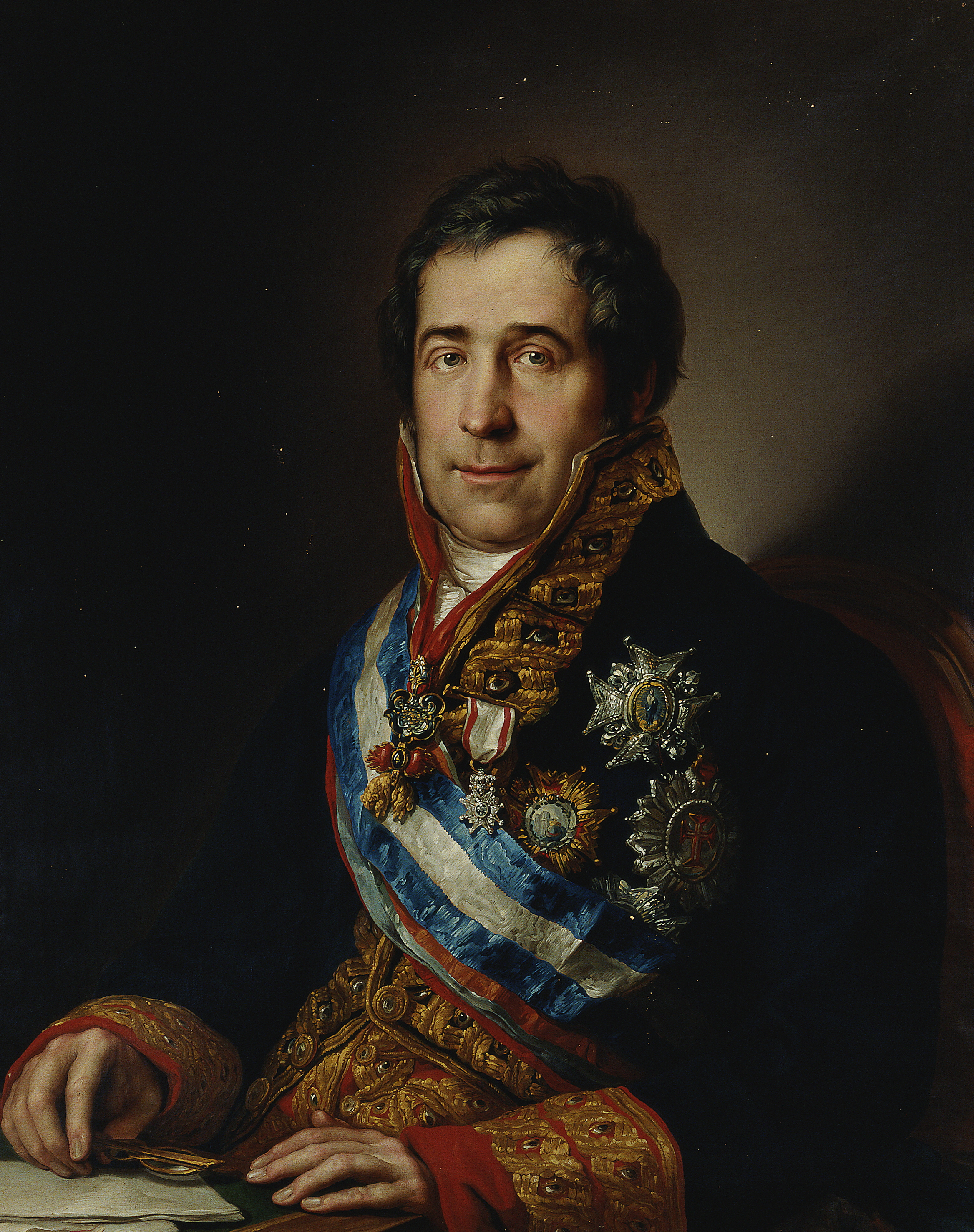
Calomarde, ministro que clausuró la universidad.

En 1552 el Papa Julio III concedió por privilegio pontificio el rango de Universidad al Colegio. En el año 1569, el papa Pío IV otorgó el rango de Universidad pontificia por medio de bula papal dada en 1569.
En 1569, el Papa Pío V concedió al Colegio la categoría plena de Universidad Pública de todas las ciencias y artes para cuantos a ella quisieran concurrir, fueran clérigos o seglares, equiparándola a las Universidades de Salamanca, Alcalá, Valencia y otras, con las mismas prerrogativas y derechos; sin embargo, hay que esperar hasta 1610 para que se inauguren los estudios y hasta 1646 cuando el Rey Felipe IV por Real Cédula de 1646 concedió el título de Real a la Pontificia Universidad de Orihuela, declarándola Universidad Regia, Pública y General, pese a las presiones que tuvo de la Universidad de Valencia que quería para ella esa declaración y no para Orihuela.
Se constituyó así la única Universidad existente en el arco que abarcaba desde Alcalá de Henares (fundada por el Cardenal Cisneros en 1499), Valencia (fundada por Fernando el Católico en 1502) y Granada (fundada por Carlos I de España en 1531).
Durante el siglo XVIII, coincidiendo con el aumento demográfico y la revitalización de la agricultura, se vive una Época Dorada en la Universidad de Orihuela. Contaba con 24 cátedras, un claustro de unos 100 doctores y cerca de 300 alumnos, además de 117 colegiales en el Seminario, que estaban incorporados a ella, al igual que los del Seminario de San Fulgencio de Murcia.
Durante la Guerra de Sucesión Española Orihuela se puso de parte del candidato austracista y tras su finalización en 1713 las posiciones políticas encontradas entre la ciudad de Orihuela y la nueva monarquía Borbónica habían repercutido negativamente en la universidad al no poder atender el municipio convenientemente las cátedras. El plan de Reforma de enseñanza de 1807 restringió las disciplinas a Filosofía y Teología, perdiendo de hecho a casi todos los estudiantes seglares.
La universidad iba a ser clausurada por el Decreto General de clausura de Universidades por la que se cerraban algunas como la de Baeza, Ávila, etc. en 1818 pero finalmente su clausura se postergó al año 1824 y nuevamente al 1835, fecha definitiva, tras trescientos años de historia. Esta clausura fue llevada a cabo por el ministro Francisco Tadeo Calomarde. La razón real de su supresión fue el hecho de hacer sombra a la Universidad de Valencia, ciudad que acogió al rey Fernando VII a su vuelta a España.
Finalmente, en 1836, tras la Ley de Exclaustración de las Órdenes Religiosas y las Desamortización de Mendizábal, el edificio pasó a la Diócesis de Orihuela, que, a partir de 1871 mantuvo el Colegio de bachillerato hasta 1956, cuando se constituyó el Colegio Diocesano actual.

## Enseñanza

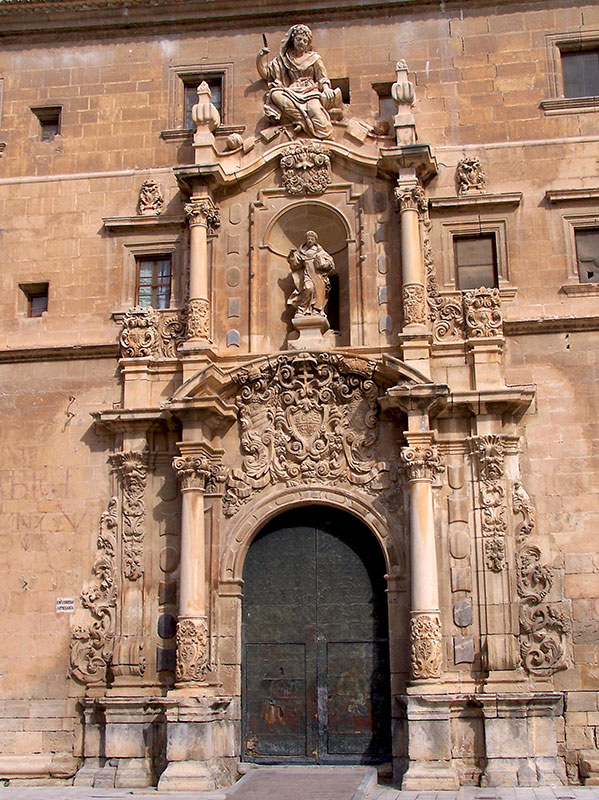
Colegio Santo Domingo. Puerta de la Universidad.

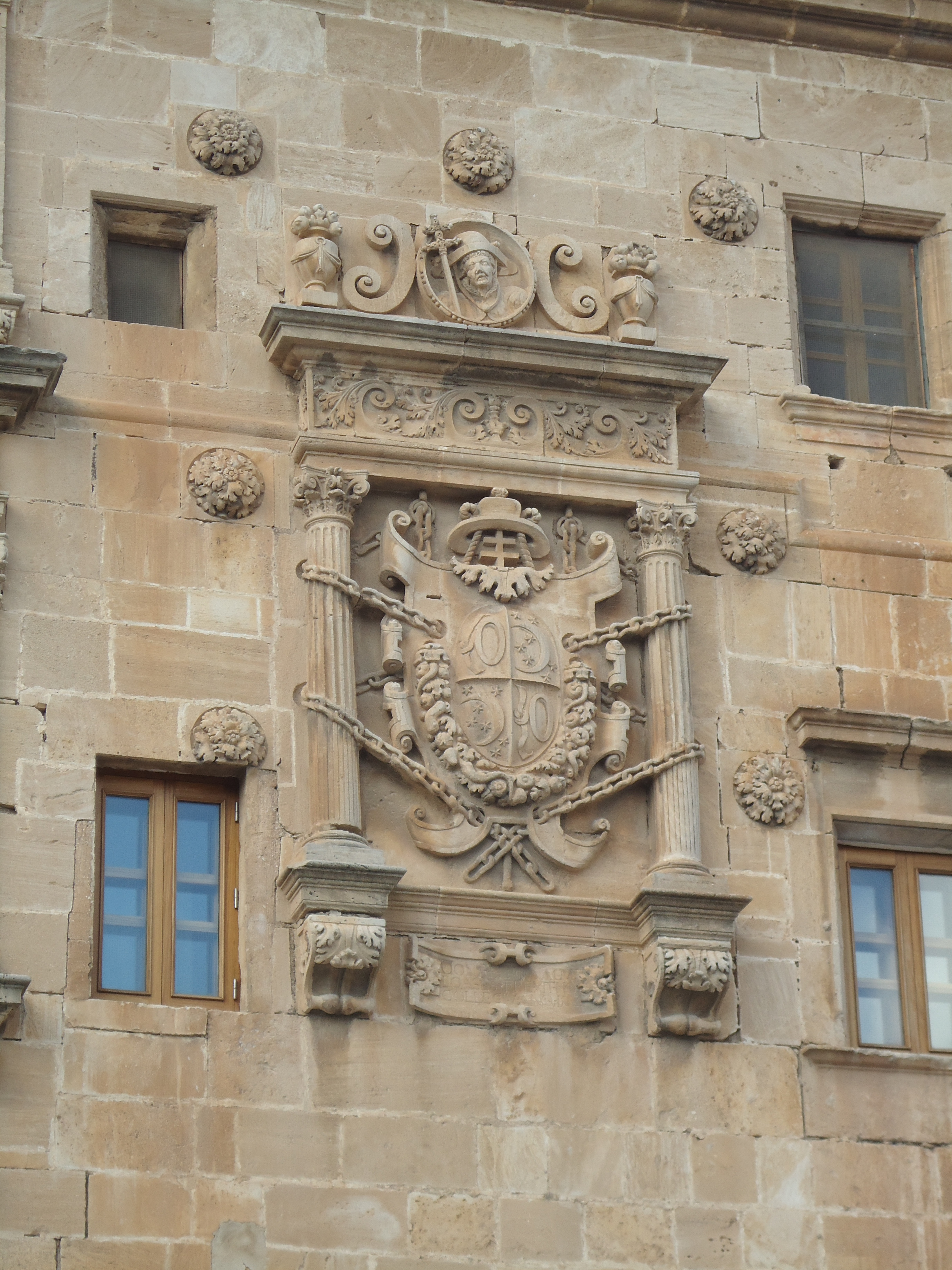
Escudo del Colegio.

En un principio fue Estudio General donde se enseñaba el Trivium y el Quadrivium de conformidad con las enseñanzas legales, pero el papa Paulo III la elevó a Universidad al poco tiempo de su creación, creándose diversas cátedras como la de filosofía, la de teología, la de artes o la de gramática.
Las enseñanzas de la Universidad fueron reformadas en el siglo XVII, dotando el rey Felipe IV de unos nuevos Estatutos. Asimismo en el siglo de las luces se intentó una nueva reforma. En dicha Universidad se daban entre otras las cátedras de Derecho Civil, Derecho Canónico, Medicina, Teología, Filosofía, etc. Como complemento a las enseñanzas en dicha Universidad, la Compañía de Jesús creó en su convento de Orihuela (actual Monasterio de las Religiosas Salesas) las Cátedras de Retórica y Gramática que ampliaban las del Estudio General.
La Universidad se constituyó en una de las principales del Reino y en una de las pocas en reunir los títulos de Real y Pontificia (junto a la de Salamanca y la de Alcalá). Su importancia llegó a ser tal que siempre se tuvo presente la opinión de sus profesores, hasta el punto de que en sus peores momentos como fue la promulgación de la supresión en 1818 (que no se llevó a efecto hasta 1835), su prestigio le confirió ser una de las consultadas en el Proyecto de Código Penal de 1823.

## Edificio

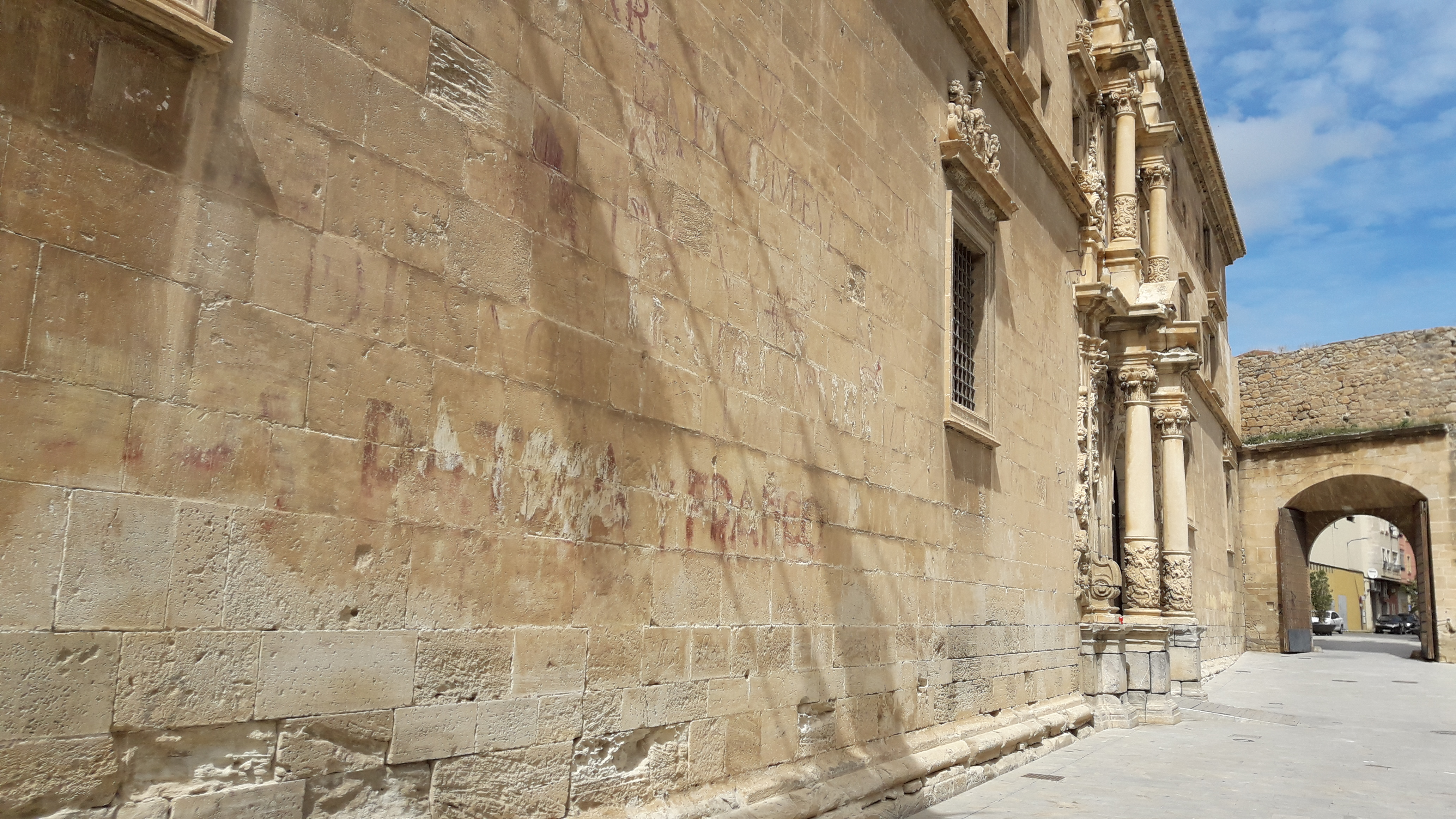
Fachada principal del edificio, con restos todavía visibles del lema de posguerra: "Dios, patria y Franco".

El Colegio Diocesano Santo Domingo o Colegio del Patriarca Loazes es un monumental edificio de más de 15 000 metros cuadrados donde se suceden diversos estilos pasando por el Gótico, Renacimiento, Barroco y Rococó. Constituye el Monumento Nacional más grande de la Comunidad Valenciana. Compuesto por dos claustros, tres patios, un refectorio, tres monumentales portadas y la Iglesia. Fue fundado por el Cardenal Loazes (Patriarca de Antioquía) bajo el nombre de Colegio del Patriarca.
Su construcción se inicia en el siglo XVI finalizando en el siglo XVIII. Conserva obras de Antonio de Villanueva, Camacho Felizes, Bartolomé Albert, Nicolás Borrás, etc. Fue declarado monumento de las Bellas Artes por la reina Isabel II, conmutado por Monumento Nacional, teniendo en la actualidad la consideración de Bien de Interés Cultural del Patrimonio Español. En dicho Colegio se fundó la primera Biblioteca Pública Nacional de España (siglo XVI), actual Biblioteca Pública del Estado, Fernando de Loazes.

## Personalidades
Por la Universidad de Orihuela pasaron numerosos alumnos, muchos de ellos llegaron a ser personas de importancia y gran prestigio en la sociedad Española.
De dicha Universidad salieron diversas personalidades y llegó a obtener gran prestigio, saliendo numerosos juristas y médicos de prestigio, así como letrados de las Audiencias y de las Chancillerías de Valladolid y Granada, alcanzando algunos el rango de Virreyes en Perú o Nueva España. Por sus aulas pasaron diversos ministros del Rey, siendo el más conocido José Moñino, Conde de Floridablanca.
En dicho edificio estudió el universal Miguel Hernández y el novelista Gabriel Miró. A este último, el conjunto de Santo Domingo le sirvió de inspiración en sus obras El Obispo Leproso y Nuestro Padre San Daniel.

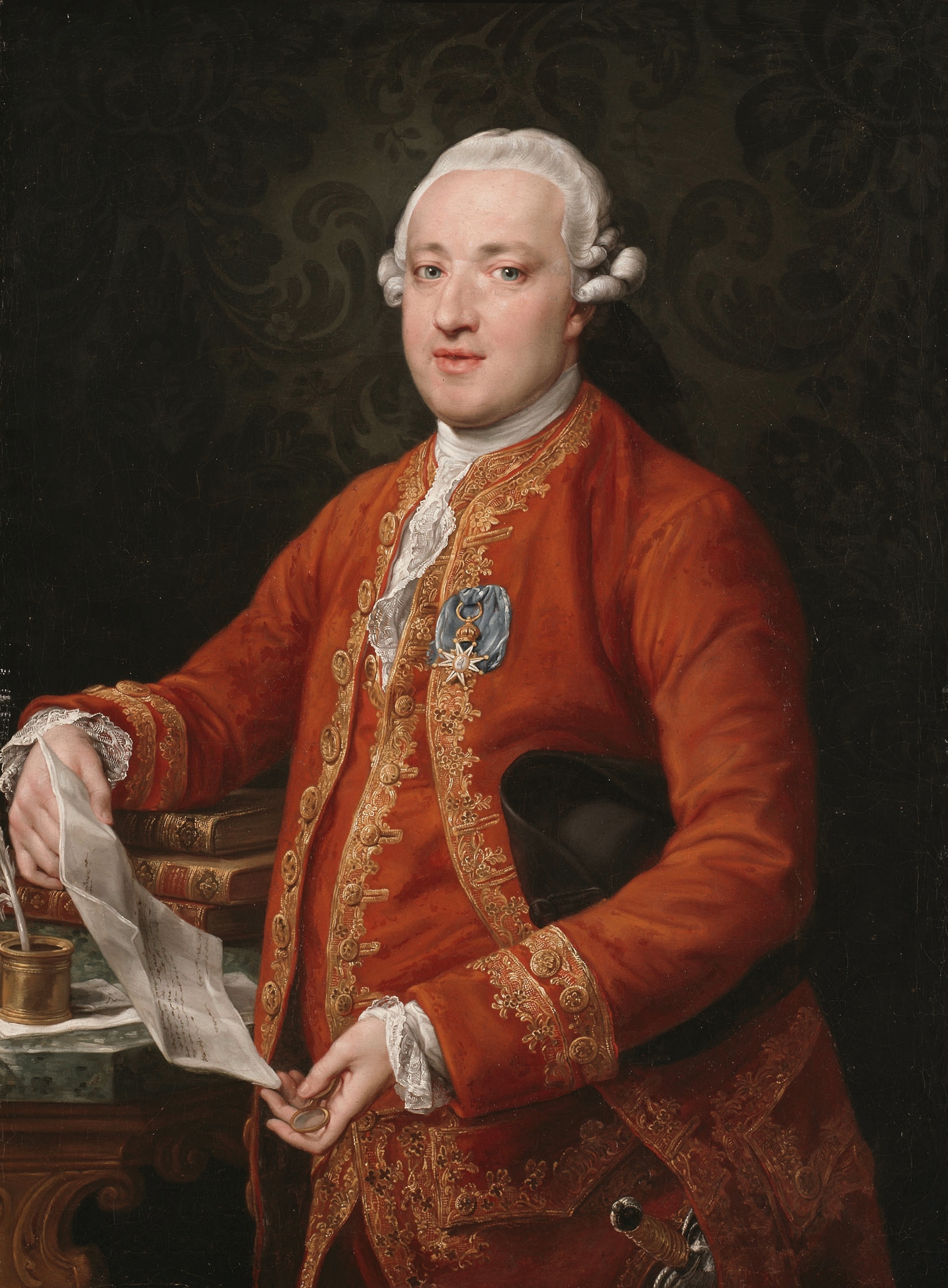
José Moñino, conde de Floridablanca.